# Montvic
Montvicq és un municipi francès, situat al departament de l'Alier i a la regió d'Alvèrnia-Roine-Alps. L'any 2007 tenia 731 habitants.

## Demografia

### Població
El 2007 la població de fet de Montvicq era de 731 persones. Hi havia 306 famílies de les quals 96 eren unipersonals (48 homes vivint sols i 48 dones vivint soles), 107 parelles sense fills, 87 parelles amb fills i 16 famílies monoparentals amb fills.
La població ha evolucionat segons el següent gràfic:
Habitants censats

### Habitatges
El 2007 hi havia 469 habitatges, 315 eren l'habitatge principal de la família, 100 eren segones residències i 54 estaven desocupats. 457 eren cases i 10 eren apartaments. Dels 315 habitatges principals, 260 estaven ocupats pels seus propietaris, 40 estaven llogats i ocupats pels llogaters i 15 estaven cedits a títol gratuït; 4 tenien una cambra, 20 en tenien dues, 61 en tenien tres, 86 en tenien quatre i 144 en tenien cinc o més. 246 habitatges disposaven pel capbaix d'una plaça de pàrquing. A 142 habitatges hi havia un automòbil i a 140 n'hi havia dos o més.

### Piràmide de població
La piràmide de població per edats i sexe el 2009 era:
| Homes | Edats   | Dones |
| ----- | ------- | ----- |
| 0     | 95 o +  | 0     |
| 0     | 90 a 94 | 0     |
| 4     | 85 a 89 | 4     |
| 0     | 80 a 84 | 8     |
| 24    | 75 a 79 | 56    |
| 24    | 70 a 74 | 20    |
| 12    | 65 a 69 | 20    |
| 24    | 60 a 64 | 16    |
| 16    | 55 a 59 | 24    |
| 24    | 50 a 54 | 20    |
| 16    | 45 a 49 | 24    |
| 40    | 40 a 44 | 24    |
| 28    | 35 a 39 | 32    |
| 24    | 30 a 34 | 20    |
| 16    | 25 a 29 | 8     |
| 16    | 20 a 24 | 8     |
| 24    | 15 a 19 | 16    |
| 21    | 10 a 14 | 36    |
| 20    | 5 a 9   | 12    |
| 12    | 0 a 4   | 8     |

## Economia
El 2007 la població en edat de treballar era de 454 persones, 325 eren actives i 129 eren inactives. De les 325 persones actives 289 estaven ocupades (156 homes i 133 dones) i 36 estaven aturades (11 homes i 25 dones). De les 129 persones inactives 61 estaven jubilades, 31 estaven estudiant i 37 estaven classificades com a «altres inactius».

### Ingressos
El 2009 a Montvicq hi havia 329 unitats fiscals que integraven 731 persones, la mediana anual d'ingressos fiscals per persona era de 15.464 €.

### Activitats econòmiques
Dels 14 establiments que hi havia el 2007, 3 eren d'empreses de fabricació d'altres productes industrials, 4 d'empreses de construcció, 4 d'empreses de comerç i reparació d'automòbils, 1 d'una empresa de transport, 1 d'una empresa d'hostatgeria i restauració i 1 d'una empresa de serveis.
Dels 5 establiments de servei als particulars que hi havia el 2009, 1 era una oficina de correu, 1 paleta, 1 guixaire pintor, 1 electricista i 1 restaurant.
L'únic establiment comercial que hi havia el 2009 era una botiga de menys de 120 m².
L'any 2000 a Montvicq hi havia 8 explotacions agrícoles.

## Equipaments sanitaris i escolars
El 2009 hi havia una escola elemental.

## Poblacions més properes
El següent diagrama mostra les poblacions més properes.